# Ålandsdelegationen
Ålandsdelegationen er et udvalg, der skal sikre samarbejdet mellem det finske rige (staten) og det selvstyrende landskab Åland.
Ålandsdelegationen består af fem medlemmer, der alle har personlige suppleanter. Som regel er Ålands landshövding formand for delegationen. Finlands regering (statsrådet) udnævner to menige medlemmer, det samme gør Ålands lagting. Delegationen kan kun træffe beslutninger, når den er fuldtallig. 
Delegationens sekretariat er en del af Statens ämbetsverk på Åland. Sekretariatet er placeret i Statens Ämbetshus i Mariehamn. Delegationens sprog er svensk. 